# 建筑平面图

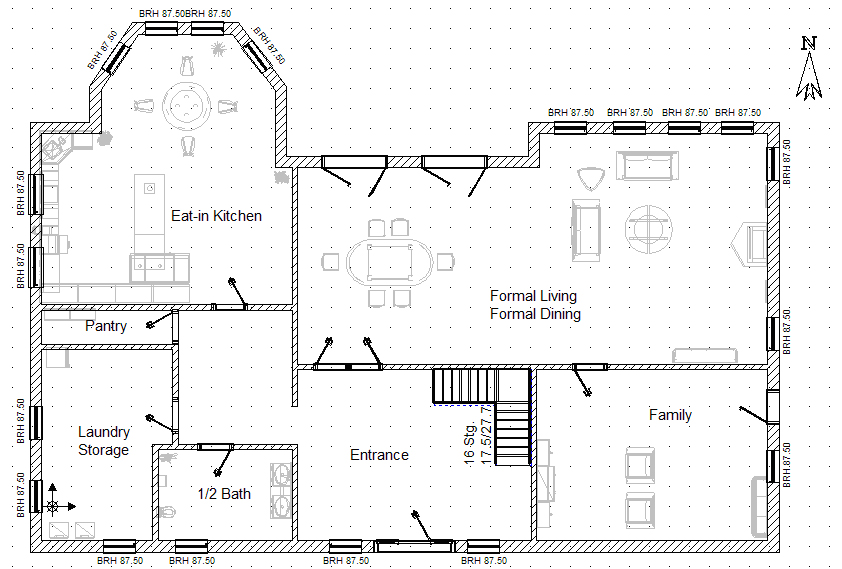

建筑平面图簡稱平面图，是圖則的一种，建筑平面图是用來描绘俯視視角下的建筑物的平面结构图。建築物的每层楼都会有一幅平面图，描述一层樓有哪些房間以及每间房間的位置。详细的平面图還会描述每间房間會有哪些家具。
建筑平面图還可以標註門窗，陽台，緊急逃生口等位置。隨著現代居家安全疑慮，還會標明監視器，煙霧偵測器，滅火器，等供參考。

## 概述
與地圖類似，視圖的方向是從上向下，但與傳統地圖不同的是，平面圖繪製在特定的垂直位置（通常距離地面約四英尺）。低於此高度的物體可見，高於此高度的物體在平面圖中被“剖切”，而結構中高於此垂直位置的物體則被省略或以虛線顯示。平面圖或平面形狀被定義為物體在水平面上的垂直正交投影，類似於地圖。
該術語通常用於描述任何顯示物體物理佈局的圖紙。例如，它可以表示展覽會上展品的排列，或大會上參展商攤位的佈置。現在，圖紙的複製通常使用繪圖儀和大幅面靜電複印機。
反射式天花板平面圖( RCP) 顯示的房間視圖，如同從上方透過天花板，看到安裝在天花板下方一英尺處的鏡子，鏡子會反射上方天花板的圖像。這種做法與樓層平面圖和天花板平面圖的方向一致——從上方向下看。設計師和建築師使用 RCP 來展示照明、可見的機械特性和天花板形狀，並將其作為施工文件的一部分。

### 平面圖
平面圖是從水平面穿過三維物體的正交投影。換句話說，平面圖是從頂部看到的剖面圖。在這種視圖中，物體高於平面的部分（剖面）被省略，以顯示其上方的內容。在平面圖中，通常可以省略屋頂和牆壁的上部。每當進行室內設計專案時，平面圖通常是任何進一步設計考慮和決策的起點。
屋頂平面圖是正交投影，但它們不是剖面，因為它們的觀察平面位於物體之外。
平面圖是一種常用的二維描繪三維物體內部結構的方法。它常用於技術製圖，傳統上採用交叉影線。交叉影線的樣式表示剖面所穿過的材料類型。

### 3D平面圖
3D平面圖可以定義為建築平面圖的虛擬模型。它通常用於更好地向不熟悉平面圖的人傳達建築平面圖。儘管平面圖最初的目的是以2D方式描繪3D佈局，但技術的進步使得渲染3D模型的成本更低。3D平面圖能夠展現更佳的影像深度，並且通常會與房間內的3D家具相得益彰。與傳統的2D平面圖相比，這能夠更好地展現建築比例。

## 外部連結
- Renaissance Visual Thinking: Architectural Representation as Medium to Contemplate ‘True Form’, Federica Goffi-Hamilton 的存檔，存档日期2008-11-16.